# Basil Williams (łyżwiarz figurowy)
Basil John Williams (ur. 11 marca 1891 w Buenos Aires, zm. 1951 w hrabstwie Surrey, w Wielkiej Brytanii) – brytyjski łyżwiarz figurowy, startujący w konkurencji solistów i par sportowych z Phyllis Johnson. Brązowy medalista olimpijski z Antwerpii (1920), uczestnik mistrzostw świata oraz mistrz Wielkiej Brytanii solistów (1913).
Williams pracował jako makler giełdowy w Londynie, przez co był wystarczająco majętny, aby spędzać zimy we Francji i Szwajcarii. Jeździł na łyżwach z Enid Harrison. Para wystąpiła na mistrzostwach świata w 1912 roku w Manchesterze. W 1913 roku został mistrzem kraju w mistrzostwach jazdy indywidualnej dla obu płci. Pokonał wtedy Phyllis Johnson, która startowała w parach sportowych ze swoim mężem. W 1920 roku zastąpił jej ciężko chorego męża w roli jej partnera sportowego i wspólnie zdobyli brązowy medal igrzysk olimpijskich w Antwerpii. 
Ożenił się z córką Wilbura Whiteheada, szefa Simplex Automobile Corporation i jednego z czołowych amerykańskich graczy w brydża.

## Osiągnięcia

### Soliści
| Zawody                        | 1912           | 1913           | 1920           |                |                |                |                |                |                |                |                |                |                |                |                |                |                |
| Międzynarodowe                | Międzynarodowe | Międzynarodowe | Międzynarodowe | Międzynarodowe | Międzynarodowe | Międzynarodowe | Międzynarodowe | Międzynarodowe | Międzynarodowe | Międzynarodowe | Międzynarodowe | Międzynarodowe | Międzynarodowe | Międzynarodowe | Międzynarodowe | Międzynarodowe | Międzynarodowe |
| ----------------------------- | -------------- | -------------- | -------------- | -------------- | -------------- | -------------- | -------------- | -------------- | -------------- | -------------- | -------------- | -------------- | -------------- | -------------- | -------------- | -------------- | -------------- |
| Igrzyska olimpijskie          |                |                | 7              |                |                |                |                |                |                |                |                |                |                |                |                |                |                |
| Krajowe                       |                |                |                |                |                |                |                |                |                |                |                |                |                |                |                |                |                |
| Mistrzostwa Wielkiej Brytanii | 2              | 1              |                |                |                |                |                |                |                |                |                |                |                |                |                |                |                |

### Pary sportowe

#### Z Phyllis Johnson
| Igrzyska olimpijskie | 3 |

### Z Enid Harrison
| Mistrzostwa świata | 6 |